# Asercja (logika)
Asercja – uznanie jakiegoś zdania za prawdziwe.
Pojęcie asercji wprowadzone zostało do logiki przez Fregego, w jego Begriffsschrift (1879). Nie jest ono jednak uważane obecnie za pojęcie logiki formalnej, ale pragmatyki, będąc „uznaniem zdania za prawdziwe” (Frege), lub „przekonaniem” (Meinong).
W Traktacie logiczno filozoficznym (4.442) Ludwig Wittgenstein przedstawił krytykę symbolu asercji ({\displaystyle \vdash }) postulowanego przez Fregego jako pozbawionego znaczenia. Zatem Wittgenstein, jak i m.in. Stanisław Leśniewski przed nim, wykluczyli operację asercji z logiki formalnej; symbol ten dziś używany jest przede wszystkim dla oznaczenia dedukcji.
W latach 1918-1923 Frege zaprzestał postrzegania asercji jako części języka formalnego. Denis Vernant twierdzi, że prace Wittgensteina i Peirce’a pozwoliły na zrozumienie tego, że pojęcie asercji ma sens tylko (lub przede wszystkim) w kontekście dialogicznym. Zaprzeczeniem asercji jest nie prosta negacja, ale denegacja, odrzucenie.